# 1189
1189 (MCLXXIX) je bilo navadno leto, ki se je po julijanskem koledarju začelo na nedeljo.

## Dogodki

### Priprave na tretjo križarsko vojno

#### Henrik II., Rihard Levjesrčni in Filip II.
- 21. januar - Angleški kralj Henrik II. in francoski kralj Filip II. začneta zbirati vojski za križarsko odpravo.
- Posredovanje papeškega legata, da bi pomiril Henrika II. in princa Riharda. Henrik II, ki je zbolel z akutno razjedo, išče vse mogoče načine, da bi razdednil Riharda in anžuvinski imperij prepustil najmlajšemu sinu Ivanu.
- 4. julij - Ker pogajanja spodletijo, Rihard in Filip izkoristita že zbrano križarsko vojsko in preideta v bliskovit protinapad ter porazita vojsko Henrika II.. Ta že na smrt bolan kapitulira in prizna Riharda za prvega dediča angleške krone in vseh ostalih posesti. Mlajši brat Ivan se pragmatično pomiri z Rihardom. Dva dni kasneje ↓
- 6. julij → angleški kralj Henrik II. umre v starosti 56 let. Prvi ukrep, ki ga Rihard ukaže, je, da iz hišnega zapora nemudoma izpustijo njegovo mater in kraljico Eleanoro Akvitansko, ki je bila v ujetništvu dolgih 16 let.
- 3. september - Kronanje Riharda za angleškega kralja. Kraljica-mati Eleanora Akvitanska prejme regentska pooblastila za čas Rihardove udeležbe na križarskem pohodu.
  - Kronanja se kljub prepovedi udeleži nekaj judovskih dostojanstvenikov. Rihard jih ukaže prebičati in vreči ven, nakar se po Londonu razširijo govorice, da je novi kralj ukazal pobiti vse jude.
  - Rihard začne nemudoma odprodajati nestrateške gradove, mestne privilegije in službe za financiranje križarske odprave.
- september - Pogrom nad judi v Londonu, Yorku, Lincolnu in Stamfordu. Na dnevnem redu so poboji, ropanja, požigi, torture in nasilne krstitve.↓
- → Rihard uvidi, da so zadeve šle predaleč, zato ukaže smrtno kazen za nekaj najbolj zelotskih organizatorjev pogromov in hkrati razveljavi vse nasilne prekrstitve judov. 1190 ↔
- 5. december - Škotski kralj Vilijem Lev odkupi od Riharda nazaj vseh pet strateških gradov, ki jih je zaplenil njegov oče Henrik II. kot kazen za udeležbo v uporu v letih 1173–74.

1190 ↔

#### Friderik I. Barbarossa
- april - Ker se cesar Friderik I. Barbarossa odpravlja na križarsko vojno, ponovno izžene razlaščenega in ponižanega saksonskega vojvodo Henrika Leva. Njegova soproga Matilda, ki poskuša braniti interese svojega moža, umre tri mesece kasneje.
- junij - Friderik I. Barbarossa se z okoli 100.000 pešaki in 20.000 vitezi odpravi na tretjo križarsko vojno. Številka je glede na zmožnost preskrbe med potjo in hitrost napredovanja njegove vojske verjetno precenjena za petkratnik. 
  - Na Madžarskem se mu pridruži vojska princa Geze Mlajšega z okoli 2000 možmi.
- julij - V nemški odpravi je v Srbiji na meji z Ogrsko (v boju?) umre grof Berga Engelbert I.. Grofijo Berg nasledi sin Adolf III.
- Bizantinski cesar Izak II. Angel sklene zavezništvo s Saladinom.
- september - Nemška vojska pod vodstvom cesarja Friderika Barbarosse prispe pred obzidje Konstantinopla in bizantinski cesar Izak II. Angel jih po sklenitvi zavezništva s Saladinom začne na vse mogoče načine ovirati, da ne bi prešli Bosporja. Barbarossa zagrozi z napadom na mesto, nakar se Izak ukloni.↓
- Kilidž Arslan II., sultan Sultanata Rum, dovoli nemškim križarjem neoviran prehod čez Anatolijo. Ker pa ima malo nadzora nad nomadskimi turkopoli, se zadeve zapletejo. 1190 ↔
- Razlaščeni saksonski vojvoda Henrik Lev izkoristi odsotnost Barbarosse in za kazen ter v svarilo vsem do tal poruši prej cvetoče trgovsko mesto Bardowick.

#### Medtem v Zamorju
- maj - Saladin zavzame zadnji križarski eksklavi v notranjosti Jeruzalemske kraljevine trdnjavi Al-Karak in Montreal, ki ju je branila Stephanie de Milly, vdova Rejnalda Chatillionskega.
- 28. avgust - Začetek obleganja Akkona (grš. Akre), ki ga vodi (propadli) jeruzalemski kralj Gvido Lusignanski okrepljen s pravkar prispelo pisansko floto. Prvi napad spodleti, saj ima križarska vojska premajhne sile za zavzetje mesta. Vseeno se utaborijo pred obzidjem in čakajo na prihod treh kraljev. Medtem se križarski tabor postopno krepi s prihodi vojsk manjših evropskih fevdalcev.
- 15. september - Neuspešen poskus Saladina, da bi pregnal križarje izpred obzidja Akkona.
- jesen - Neprekinjen dotok novih križarjev omogoči Gvidu Lusignanskemu popolno blokado mesta na kopnem. Isto naredi Saladin, ki začne oblegati križarske oblegovalce, ki oblegajo oblegance v mestu.
- 4. oktober - Ponoven obsežnejši poskus Saladina, da bi pregnal križarje izpred Akkona. Po začetni zmagi začnejo križarji pleniti pratež sprva premagane muslimanske vojske. Saladin pošlje nad plenilce turkopole, popoln poraz prepreči Gvido Lusignanski s tem, da pošlje v boj rezerve. 
  - Med drugimi Gvido Lusignanski reši življenje rivalu Konradu Montferraškemu. Oba se pobotata in Konrad prizna Gvida za jeruzalemskega kralja.
  - Hude izgube utrpijo templarji. V boju pade veliki mojster Gerard de Ridefort. 1190 ↔
- 31. oktober - Saladinova flota prebije pomorsko blokado in oskrbi oblegani Akkon z najnujnejšim živežem.
- november - Danska in frizijska flota nadomestita sicilsko, ki se po smrti kralja Vilijema vrne v domovino.
- 26. december - Saladinova flota prevzame nadzor nad pristaniščem Akkon. 1190 ↔
- Antiohijski knez Bohemond III. iz ne povsem znanih razlogov odstavi v Grofiji Tripolis starejšega sina Rajmonda IV. in grofijo prenese na mlajšega Bohemonda IV.. Oba sinova sta že odrasla.

### Ostalo
- 20. januar - Dinastija Jin: umrlega cesarja Shizonga nasledi vnuk Zhangzong.
- 4. marec - Umrlega savojskega grofa Humberta III. nasledi sin Tomaž I.
- 25. marec - Po smrti češkega vojvode Friderika (Bedřicha) nastavi cesar Friderik Barbarossa za novega vojvodo Konrada Otona, moravskega mejnega grofa.
- 15. junij - Bitka pri reki Koromo, Japonska: klan Fudživara izda navezo upoorniškega generala Minamota Jošicuna in upokojenega cesarja Go-Širakave. Jošicune je skupaj z družino prisiljen storiti sepuku.
- 29. avgust - Listina bana Kulina: sklenitev trgovskega sporazuma Bosansko banovino in Dubravniško republiko. Listina je napisana v bosanski cirilici.
- 11. november - Sicilski kralj Vilijem II. umre v Palermu. Ker je brez naslednikov, prestol kraljevine Sicilije skupaj z južnim delom italijanskega škornja zasede prapranečak Tankred, grof Lecce. Zahtevo po dedovanju poda tudi Konstanca Sicilska, hčerka umrlega kralja in soproga nemškega kronskega princa Henrika VI.
- Rekonkvista: portugalski kralj Sančo I. osvoji s pomočjo križarjev na poti v Zamorje mavrski mesti Silves in Alvor.
- Mongolija: Džingiskanu uspe zagotoviti prevlado v konfederaciji plemen Hamag, ki jo v prvi polovici stoletja vodil njegov praded Habul Kan.

## Rojstva
- Jurij II. Vladimirski, veliki knez Vladimir-Suzdala († 1238)
- Skule Bordsson, norveški vojvoda, protikralj († 1240)
- Yelü Chucai, mongolski državnik kitanskega rodu, Džingiskanov svetovalec († 1243)

## Smrti
- 20. januar - cesar Shizong, dinastija Jin (* 1123)
- 4. marec - Humbert III., savojski grof (* 1135)
- 25. marec - Bedřih Češki, vojvoda (* okoli 1142)
- 15. junij - Minamoto Jošicune, japonski bojevnik (* 1159)
- 28. junij - Matilda Plantagenet, angleška princesa, saksonska vojvodinja (* 1156)
- 6. julij - Henrik II., angleški kralj (* 1133)
- julij - Engelbert I., grof Berga
- 4. oktober - Gerard de Ridefort, 10. veliki mojster vitezov templarjev
- 11. november - Vilijem II., sicilski kralj (* 1153)
- Anvari, perzijski pesnik (* 1126)
- Musašibo Benkei, japonski budistični menih in bojevnik (* 1155)